# Syngrapha devergens
Syngrapha devergens là một loài bướm đêm trong họ Noctuidae.